# Сентер-Моричес (Нью-Йорк)
Сентер-Моричес (англ. Center Moriches) — переписна місцевість (CDP) в США, в окрузі Саффолк штату Нью-Йорк. Населення — 8046 осіб (2020).

## Географія
Сентер-Моричес розташований за координатами 40°48′7″ пн. ш. 72°47′43″ зх. д. / 40.80194° пн. ш. 72.79528° зх. д. (40.802046, -72.795166).  За даними Бюро перепису населення США в 2010 році переписна місцевість мала площу 14,59 км², з яких 13,51 км² — суходіл та 1,07 км² — водойми.

## Демографія
Згідно з переписом 2010 року, у переписній місцевості мешкало 7580 осіб у 2597 домогосподарствах у складі 1960 родин. Густота населення становила 520 осіб/км².  Було 2818 помешкань (193/км²).
Расовий склад населення:
| - 89,5 % — білих - 3,5 % — чорних або афроамериканців - 1,4 % — азіатів - 0,2 % — корінних американців - 3,0 % — осіб інших рас |

До двох чи більше рас належало 2,4 %. Частка іспаномовних становила 10,2 % від усіх жителів.
За віковим діапазоном населення розподілялося таким чином: 25,1 % — особи молодші 18 років, 63,7 % — особи у віці 18—64 років, 11,2 % — особи у віці 65 років та старші. Медіана віку мешканця становила 39,5 року. На 100 осіб жіночої статі у переписній місцевості припадало 102,0 чоловіків;  на 100 жінок у віці від 18 років та старших — 99,3 чоловіків також старших 18 років.
Середній дохід на одне домашнє господарство  становив 109 181 долар США (медіана — 89 037), а середній дохід на одну сім'ю — 122 520 доларів (медіана — 100 625). Медіана доходів становила 59 201 долар для чоловіків та 50 365 доларів для жінок. За межею бідності перебувало 2,5 % осіб, у тому числі 0,6 % дітей у віці до 18 років та 4,4 % осіб у віці 65 років та старших.
Цивільне працевлаштоване населення становило 3946 осіб. Основні галузі зайнятості: освіта, охорона здоров'я та соціальна допомога — 28,3 %, роздрібна торгівля — 13,6 %, будівництво — 11,4 %, мистецтво, розваги та відпочинок — 10,0 %.